# Josa
Pour les articles homonymes, voir Josa (homonymie).
Josa est une commune d’Espagne, dans la Comarque de Cuencas Mineras, province de Teruel, communauté autonome d'Aragon.